# 红卫兵

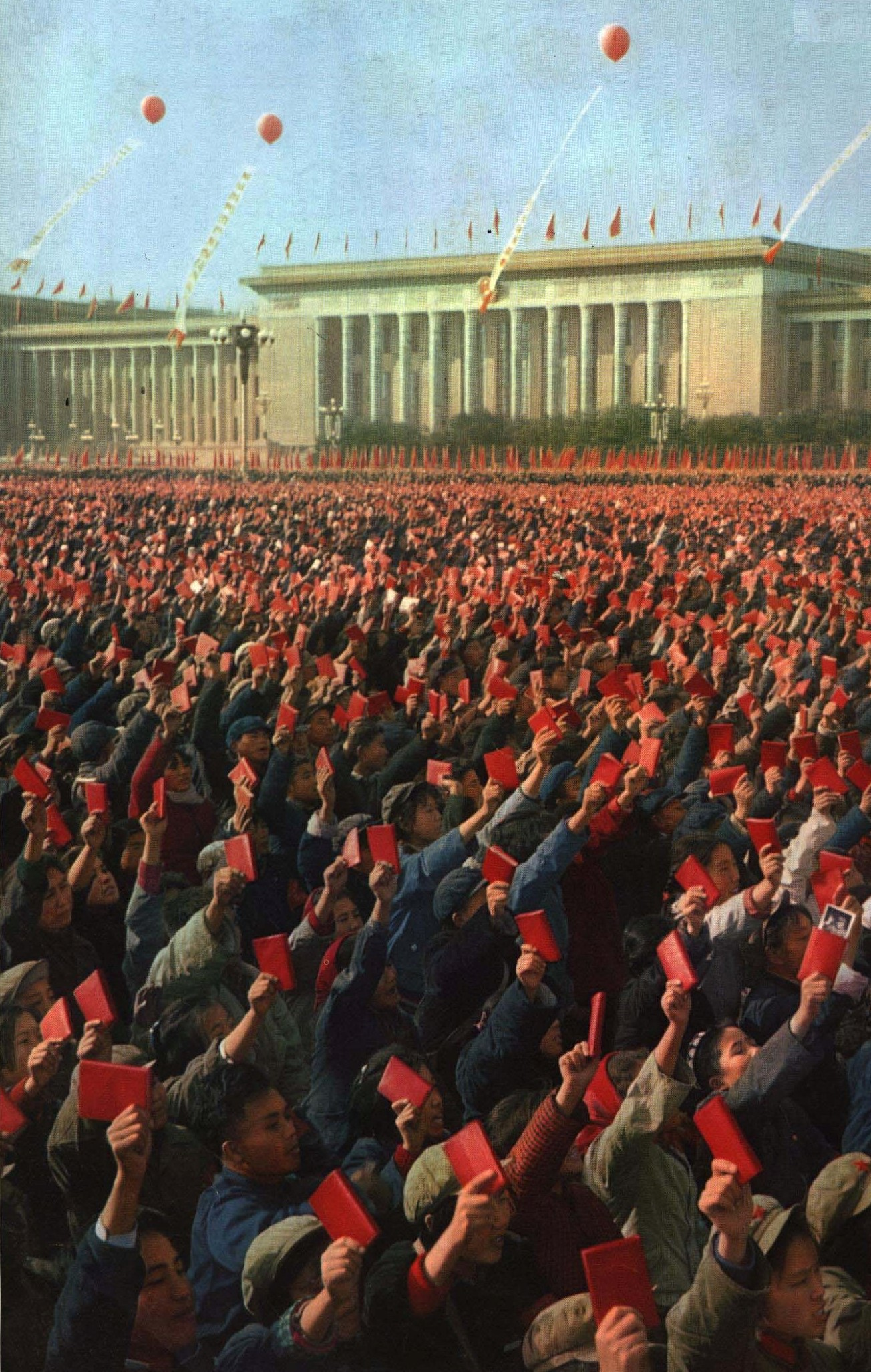
红卫兵在北京天安门广场

红卫兵，是中华人民共和国在文化大革命时期对部分特殊人群的一种称呼，红卫兵在文革中所扮演的角色并不相同。总体而言，红卫兵是受极左思潮影响下成立的群众组织，也指其成员。红卫兵运动在1966年北京“红八月”期间到达高峰，此后全国各地红卫兵进行了大串联，中国共产党主席毛泽东则在北京天安门连续八次接见红卫兵、总人数超过1100万。红卫兵运动期间，全国各地大批“黑五类”分子（即地主、富农、反革命、坏分子、右派）及家属遭到迫害甚至屠杀，诸多文物古迹在“破四旧”运动期间被红卫兵损毁。
1967年初夺权运动兴起，工人造反派势力壮大，红卫兵内斗亦逐渐升级，各派别之间甚至爆发大规模武斗。毛泽东、邓小平以及一些学者和文献认为，中国大陆此后进入了“全面内战”的状态，但也有人质疑“内战”的称法。1968年夏，红卫兵造反运动被压制，工农兵组成的毛泽东思想宣传队开始进驻各单位，武斗结束。1968年底，大规模“上山下乡运动”展开，红卫兵的政治组织解散。

## 名词释义

### 定义

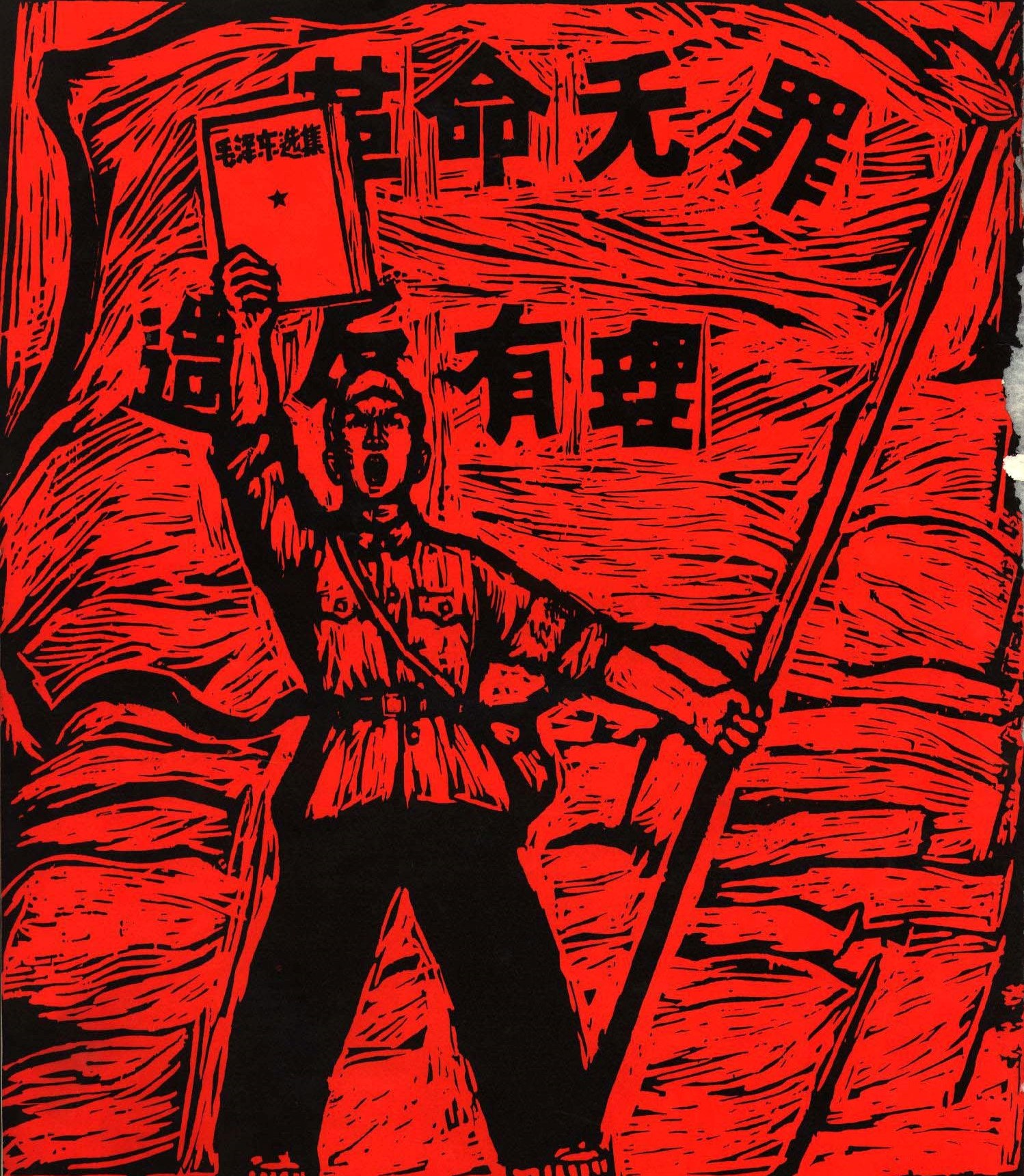
文化大革命時期紅衛兵的口號，「革命无罪，造反有理」

在中国近代历史研究上，史学家往往将红卫兵分为广义与狭义的两种定义。广义的红卫兵泛指将自己系上红色袖标的各种民间团体，包括工人、农民、军事院校的学员和机关、文艺团体的从业者等，狭义的红卫兵则是指大学和中学里青年学生所组成的学生团体。
文革期间的“红卫兵”是通称，每个学校里都有几支或十几支分别取不同名称的红卫兵组织，如“全无敌”战斗队、“丛中笑”、“卫东彪”战斗队等等，名称多来自毛泽东诗词或当地当时的重大事件之日期。也有许多个学校的红卫兵组织因观点一致而联合，又称兵团。
红卫兵的典型着装是头戴绿军帽、身着绿军装、腰间束武装带、左臂佩红袖标，手握《毛泽东语录》， 他们外出行动时高唱语录歌，宣传造势时常跳语录操。

### 分类
红卫兵并不是一个统一的组织，派别林立，互不隶属。1966年下半年， 红卫兵运动波及全国， 工厂， 农村乡镇也成立了各名目红卫兵组织。地方上持不同观点（保皇派或造反派）的红卫兵互相对立，写大字报攻击对方观点，被称爲反帝反修，保卫党中央毛主席革命政权的阶级斗争。根据时间、出身和政治主张等，许多学者将红卫兵团体大致分为：
- 老红卫兵：是最早的红卫兵，全部是干部子弟（主要是共产党党政部门高级干部）， 他们信奉“血统论”，信条口号是 “龙生龙凤生凤， 老鼠生子打地洞”或“老子英雄儿好汉，老子反动儿混蛋”，其打击目标是黑五类、 反动学术权威以及共产党内部的修正主义分子[42][43][44]。“龙凤”喻红五类子弟， “老鼠”喻黑五类子弟。北京红八月后，各省市高干子弟也紛紛成立“联动”红卫兵，是早期文革主力，在學校批斗“走資派”、反動學術權威，“破四旧”，搞紅色恐怖[42][43][45]。但是文革开始后不久，由于他们中大部分人的父母被列入要被打倒的走资派行列，故逐渐转变为“保皇派”；1966年底曾成立“首都中学红卫兵联合行动委员会”（简称“联动”），矛头继而转向毛泽东以及江青等中央文革小组成员，但被镇压[43][45]。最终，这些老红卫兵受到刚刚兴起的造反派红卫兵冲击，很快就失势了[42]。
- “保守派”红卫兵：又称保皇派，老红卫兵的效彷者，绝大部分成员是那些被认爲出身好的红五类家庭子女（指出身红五类家庭的子女，他们被视爲最可靠的无产阶级接班人，包括：解放军人子弟、工人子弟、贫农和下中农子弟、革命干部子弟、革命先烈子弟）。1966年下半年开始，保守派红卫兵的直接对立面就是造反派红卫兵。两派一开始就进入极端对立状态。1966年底开始各地就不断有小规模武斗发生，1967年6、7月更发展到全国各地大规模武斗（包括使用刀棍、枪械、槍炮等），有些地方武斗死伤数以千计， 极其惨重。个别地区连军队都捲入其中。文革期间位于上海复旦大学校园内的红卫兵口号

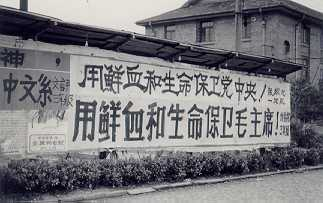
文革期间位于上海复旦大学校园内的红卫兵口号

- “造反派”红卫兵：与保皇派红卫兵对立，批判血统论，他们多数在文革初期受到老红卫兵（联动）和保皇派红卫兵的歧視甚至迫害。造反派成员的家庭出身成分复杂，涵盖所有阶层的子弟（除部分“红五类”子弟外，還有出身于知识分子，自由职业，小资，小商，小农至中农以上，等等处于灰色地带的家庭）。北京红八月起，造反派在毛泽东多次接见红卫兵期间逐渐壮大，至1966年底，造反派在红卫兵运动中已成为主流。他们積極响应毛泽东的号召，參與打倒走资派、打倒苏修分子，参与到造一切旧制度的反的革命運動去。后来受到江青、陈伯达的中央文革小组支持。但在1967年“二月逆流”后，造反派红卫兵也开始了分裂，分裂为所谓“拥军派”（温和倾向）与“反军派”(激进倾向）。至1967年中期，革命派大夺权以后，造反派与保守派红卫兵一样， 各有人选份额进入了由中央文革小组支持建立的各省市的革委会——即“革命委员会”（革委会取代了1966年文革开始之前的党政机关），造反派红卫兵势力逐渐被工人造反派的势力所取代。
- “极左派”红卫兵：或“激进造反派”红卫兵、“激进派”红卫兵，出现于1967年至1968年（北京、上海、长沙、武汉都出现过）。造反派形成强大的政治势力以后，它其中最激进的一翼对“文化大革命”的意义进行了进一步的思考和探索，出现了一些新的观点，号称“新思潮”。新思潮逐渐发展，超越了一般的造反派，形成了具有新的思想和政治特征的流派，总体上批判和否定基本的政治和社会制度、侧重于对整个社会制度的批判，被部分人指责为“形左实右”。“新思潮”不仅在根本上违背了传统的指导性意识形态，也超出了以中央文革小组为代表的党内极左派划定的所谓思想界限。因此，极左派还未发展成成熟的政治派别即被镇压。
- “逍遥派”：主动选择不参与红卫兵运动、靠边站的学生，据谢静宜回忆毛泽东曾表示，逍遥派不参与派性斗争、搞武斗，好得很。

## 红卫兵运动

### 运动起源

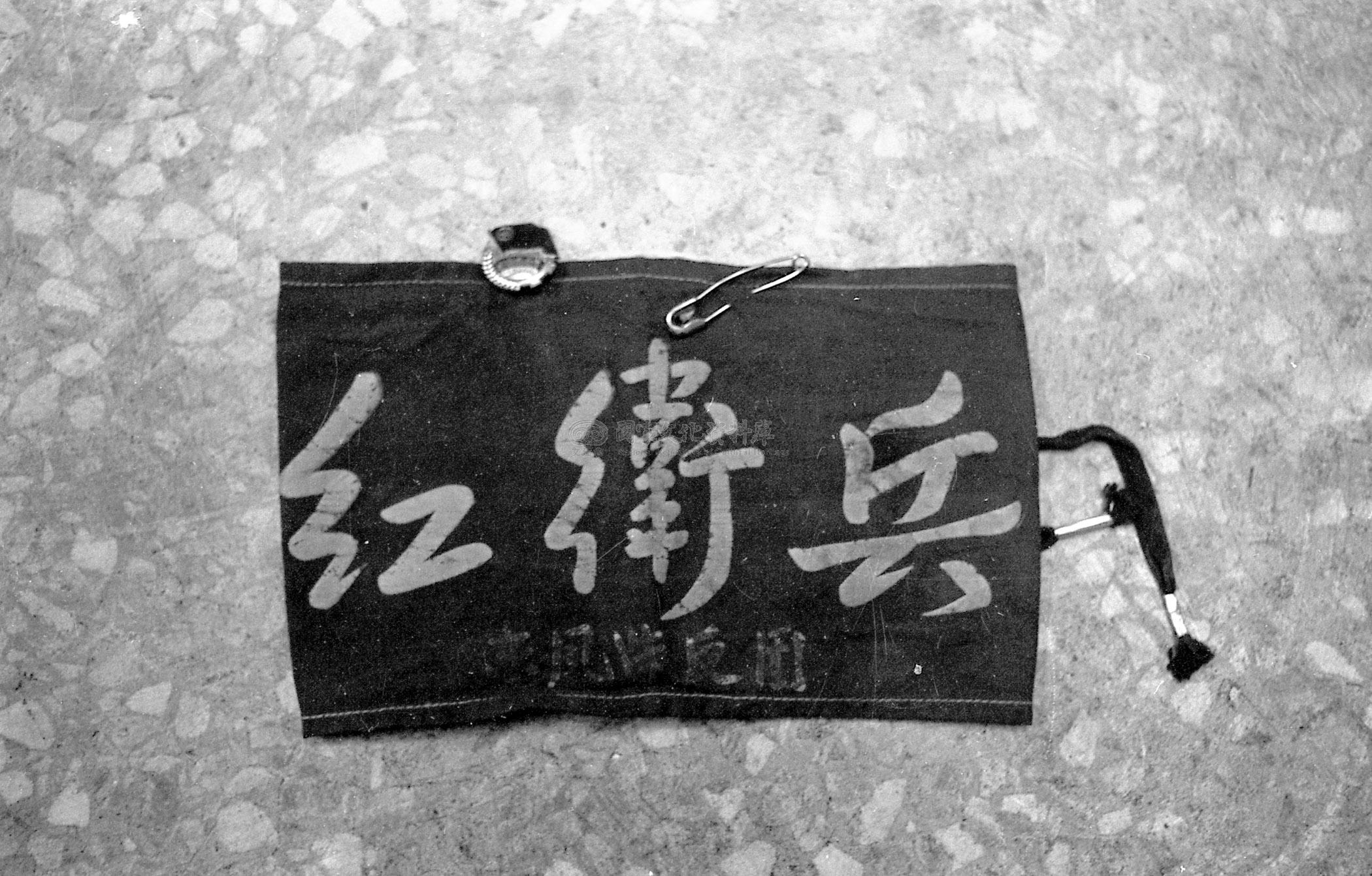
紅衛兵臂章

1966年5月16日，标志着文化大革命发动的《五一六通知》发布。“红卫兵”的名称最早来自于一位清华附中学生张承志（后来成为著名作家）的笔名（根據駱小海與宋柏林的回憶，張承志最早的筆名是“紅衛士”），意为“保衛毛主席的红色卫兵”，在1966年5月29日清华附中预科651班所贴的大字报上开始使用，而5月29日也因此成为红卫兵的诞生日。6月1日，《人民日报》发表文化大革命宣言《横扫一切牛鬼蛇神》，而根据毛泽东的指示，中央人民广播电台在同一天广播了北京大学聂元梓等7人反对校党委的大字报《宋硕、陆平、彭珮云在文化革命中究竟干些什么？》。于是，6月2日下午，清华附中的红卫兵骨干就贴出了第一张以“红卫兵”署名的大字报《誓死保卫无党阶级专政，誓死保卫毛泽东思想》，其它中学学生所贴的大字报也纷纷开始以“红卫兵”署名。

1966年5月底6月初，当时主持中共中央工作的中国国家主席刘少奇、中央书记处负责人邓小平为了稳定局势、控制混乱局面，曾决定向人民日报社、北京各高校和中学等派出“工作组”。中共中央主席毛泽东、副主席林彪等人最初表示同意，但到了6月中上旬，毛泽东认为“派工作组太快了并不好，没有准备，不如让它乱一下，混战一场，情况清楚了再派”。据毛泽东的私人医生李志绥回忆，6月毛泽东曾对他说：“我看，这次要死个千把的人。现在是天翻地覆了。我就是高兴天下大乱。” 早期的红卫兵运动多由“老红卫兵”领导，他们均出身中国共产党的高干子弟。据一名红卫兵领导人称，这场运动的目标如下：
毛主席将我们的未来定义为武装革命青年组织……如果毛主席是我们的红色总司令，我们是他的红色卫士，谁能阻止我们呢？首先，我们将从里到外把中国变成毛派，然后我们将帮助其他国家的劳动人民让世界变红……然后让整个宇宙变红。

### 运动高峰

1966年10月18日，毛泽东在北京天安门广场接见红卫兵

1966年6月以来，红卫兵开始用暴力手段“破四旧”，进而对早已经失去反抗能力的黑五类分子及家属施加暴力迫害甚至屠杀，在北京的“红八月”期间红卫兵运动走向高峰并影响全国，致死致伤成千上万。毛泽东对红卫兵运动表示支持。早在7月8日，毛在给江青的信中就提道：
天下大乱，达到天下大治。... 现在的任务是要在全党全国基本上(不可能全部)打倒右派，而且在七八年以后还要有一次横扫牛鬼蛇神的运动，尔后还要有多次扫除。... 这次文化大革命，就是一次认真的演习。有些地区(例如北京市)，根深蒂固，一朝覆亡。有些机关(例如北大、清华)，盘根错节，顷刻瓦解。凡是右派越嚣张的地方，他们失败就越惨，左派就越起劲。这是一次全国性的演习，左派、右派和动摇不定的中间派，都会得到各自的教训。
中共中央主席毛泽东于7月24日、25日连续同中共中央政治局常委、各中央局书记以及中央文革小组负责人谈话，严厉地批评了国家主席刘少奇和书记处负责人邓小平派出的“工作组”，认为工作组是“阻碍群众运动”、“捣了很多乱”，中央政治局常委扩大会议于26日随即决定撤销工作组。8月初，毛泽东致信清华附中红卫兵，表示支持，随后文革又一纲领性文件《十六条》于8月8日发布。8月18日，毛泽东在北京天安门广场第一次接见红卫兵；22日，毛泽东、中共中央批准并转发了公安部的报告《严禁出动警察镇压革命学生运动》，其中规定“不准以任何借口，出动警察干涉、镇压革命学生运动”；23日，毛泽东在中央工作会议上讲话，再次反对干涉学生文革，表示“我的意见，乱它几个月”、“我看北京乱得不厉害”。8月26日，中国公安部部长谢富治在北京市公安局提出，“我们要保卫红卫兵，反革命杀了红卫兵坚决要镇压反革命……红卫兵打了坏人，不能说不对。打死了也就算了。” 根据1980年的官方数据，1966年8-9月间，在北京市有1772人被红卫兵打死，其中包括很多学校的老师和校长，另有至少33695户被抄家、85196个家庭被驱逐出北京。北京“红八月”被认为是中国大陆文革期间“红色恐怖”的源头。

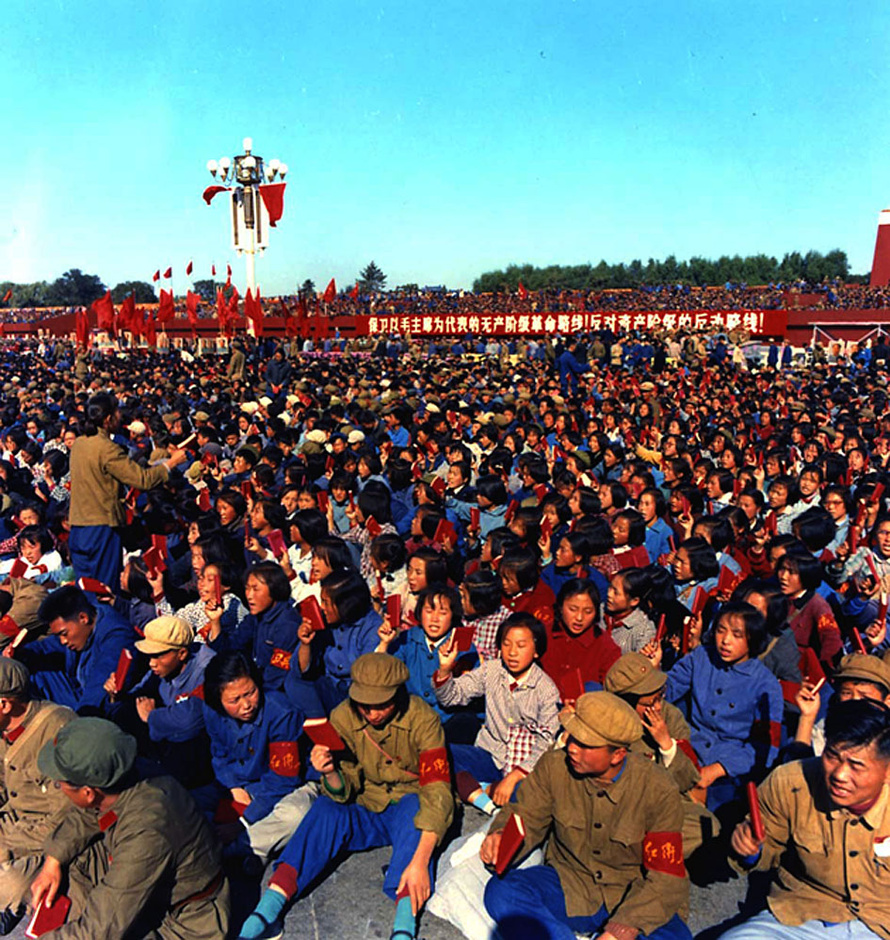
1966年9月15日，在天安门广场等待被接见的红卫兵。

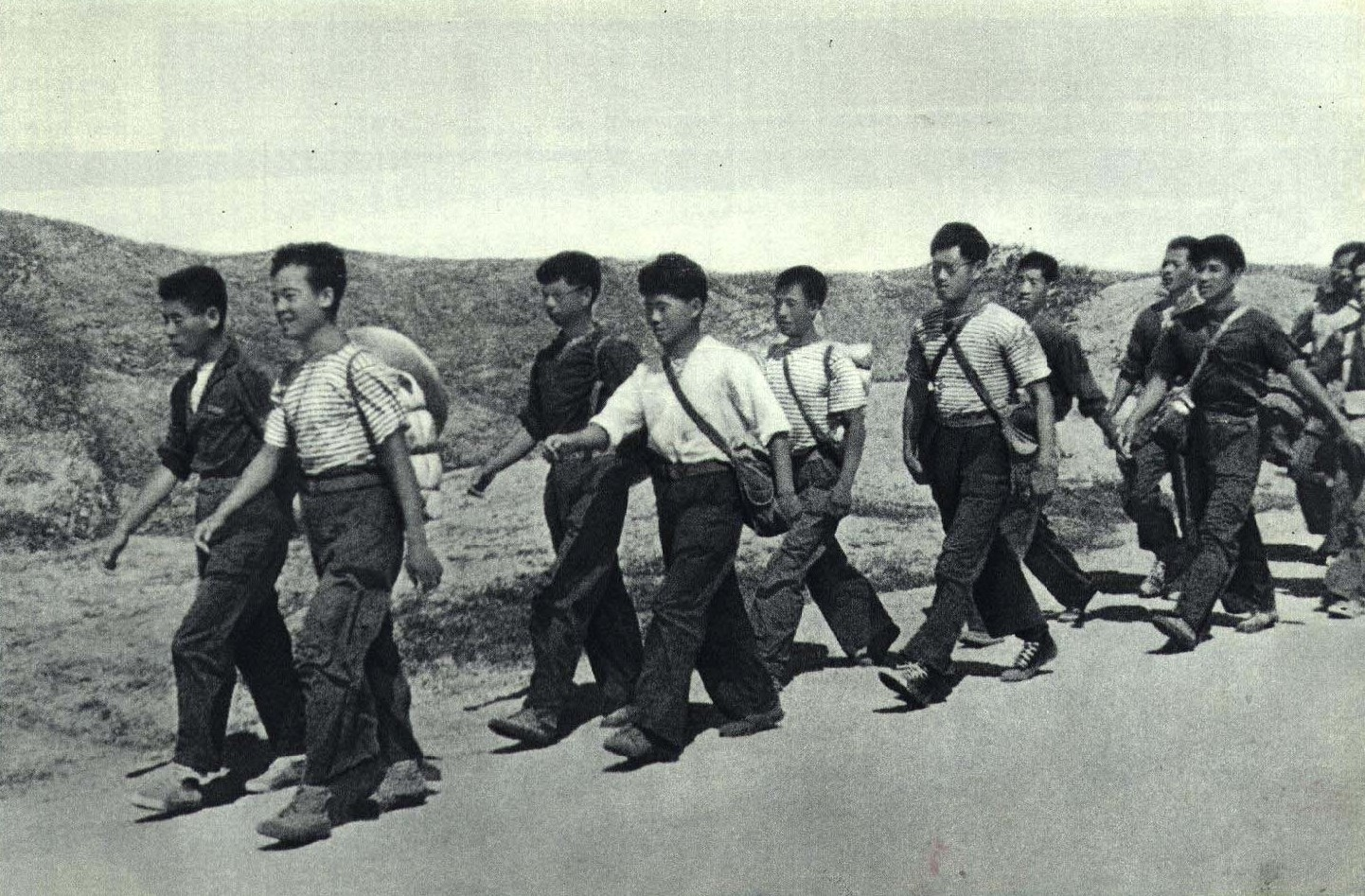
大连海运学院步行前往北京串联的红卫兵。

此后，红卫兵运动之所以能够在文化大革命初期迅速席卷全国，靠的是國家補貼紅衛兵全國大串連，紅衛兵吃住不花錢，各地紅衛兵與北京紅衛兵間互聯絡，以及毛泽东从1966年8月18日开始连续八次接见超过一千万红卫兵。毛泽东检阅时的装束便是一身绿军装，臂戴红卫兵红袖章。8月18日起，全国范围内效仿“老红卫兵”的保守派红卫兵大量涌现，而10月之后造反派红卫兵势力逐渐壮大，至年底已发展成为政治行动的中心。至11月下旬，“大串连”遍及全国城乡，红卫兵运动达到高潮。大串联破坏了正常社会秩序、造成了社会动乱，不仅给全国铁路交通造成严重混乱，使工农业生产受到直接影响，而且使个人崇拜、“怀疑一切”、“炮打一切”的极左思潮在中国大陆迅速扩散开来。
1967年3月7日，中共中央发出通知《中共中央关于大专院校当前无产阶级文化大革命的规定》，要求在外进行串联活动的革命师生一律在3月20日前返回本校参加本校文化大革命，但事实上直到1967年8月，毛泽东号召“就地闹革命”，10月中共中央发文要求“复课闹革命”，大串联活动才基本结束。值得注意的是，红卫兵的大串连，还引发了1966-67年中国流脑大流行，造成全国300多万人感染、16万余人死亡。

### 内斗分裂

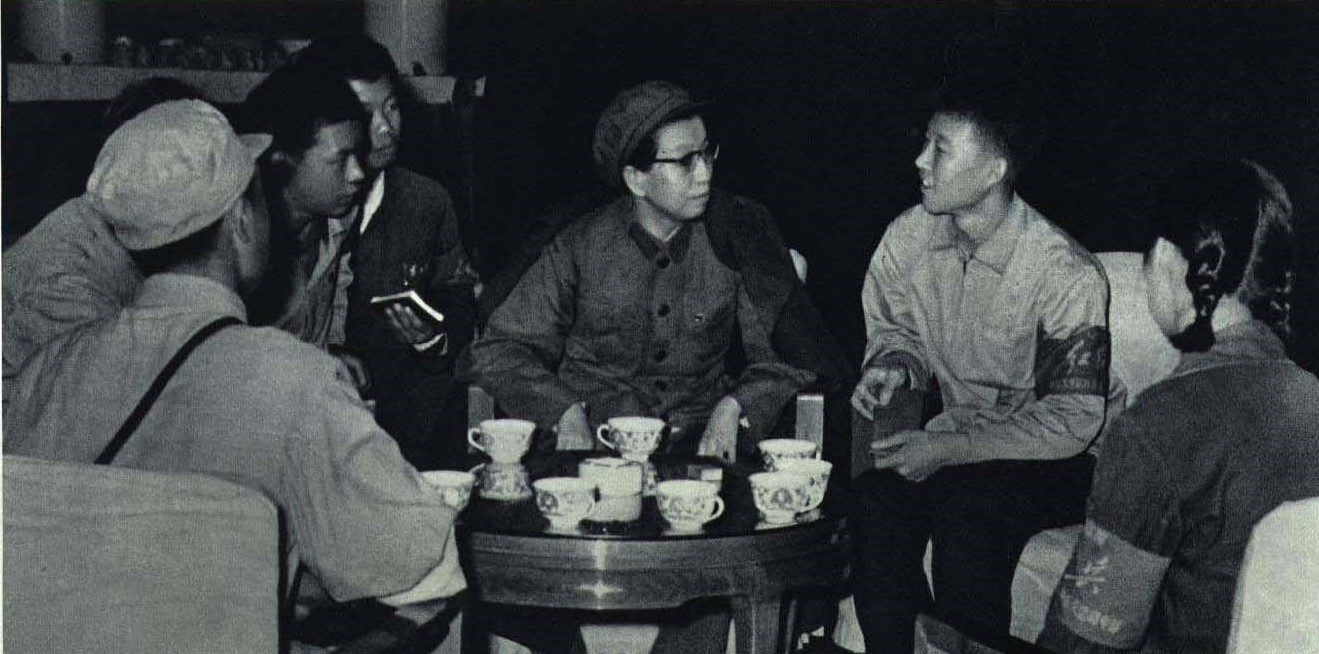
1967年8月，江青接见红卫兵。

1967年文革进入夺权阶段后，围绕权力分配（在新成立的革委会裡名额的多寡、谁分管有实权的部门）纷争吵闹不休，红卫兵组织分裂为不同的派别、相互对立，而工人造反派势力则逐渐壮大，毛泽东开始转而支持工人阶级。1967年“二月逆流”后，造反派红卫兵分裂为所谓“拥军派”（温和倾向）与“反军派”(激进倾向），保守派红卫兵死灰复燃。各派系红卫兵出现对立冲突，并爆发武斗，时任公安部部长谢富治本来要求公安系统、北京市委分别发出“要求不准打死人”的通知，但遭到毛泽东的批评和阻止：“你们还是想压制群众，文化大革命刚开始发动，你们不能像消防队救火一样。”

1967年夏，毛泽东夫人、四人帮成员之一的江青提出“文攻武卫”后，红卫兵不同派系之间的对立冲突升级为持续的大规模武斗，其他阶层的群众组织（造反派与保守派，或不同造反派之间）亦有参与，有观点认为中国大陆此后进入了“全面内战”状态。1968年4月23日至7月27日，北京市爆发“清华大学百日大武斗”。7月28日，毛泽东紧急召见了首都红卫兵所谓的“五大领袖”聂元梓、蒯大富、谭厚兰、韩爱晶和王大宾，就制止大学武斗、派出“工宣队”进驻清华大学等北京各大高校的问题发表了强硬讲话。毛泽东说 ：
现在是轮到你们小将犯错误的时候了。不要脑子膨胀，甚至全身膨胀，闹浮肿病。希望你们不要分天派地派，搞成一派算了，搞什么两派。
这意味毛泽东决心要把红卫兵造反派赶下政治舞台。此后，工宣队、军宣队等“毛泽东思想宣传队”相继进入学校等单位系统，红卫兵逐渐失势、退出了文革舞台的中心，工人阶级开始领导文化大革命。有观点认为，毛泽东从最初的支持和利用，进而转为打压、否定，直至最终抛弃红卫兵造反派。

### 消退及后续
1968年12月22日，《人民日报》发布毛泽东的“12.11指示”，要求“知识青年到农村去，接受贫下中农的再教育，很有必要”。大规模“上山下乡运动”随即展开，红卫兵的政治组织解散。1969年的中共九大之后，随着“復課鬧革命”中央号召的推进，红卫兵的名称被借用，而共青团当时已经几乎瘫痪。
1975年，在共青团第十次全国代表大会（“十大”）筹备组第一次全体会议上，王洪文提出，在中学把共青团和红卫兵两个组织合并，定名为“红卫兵”。然而当共青团十大于1978年10月16日召开时，文革已经结束，共青团和红卫兵的合并没有实现。同期，在小学，红小兵代替了少先队。1978年10月，共青团十届一中全会决定恢复中国少年先锋队。

## 运动影响

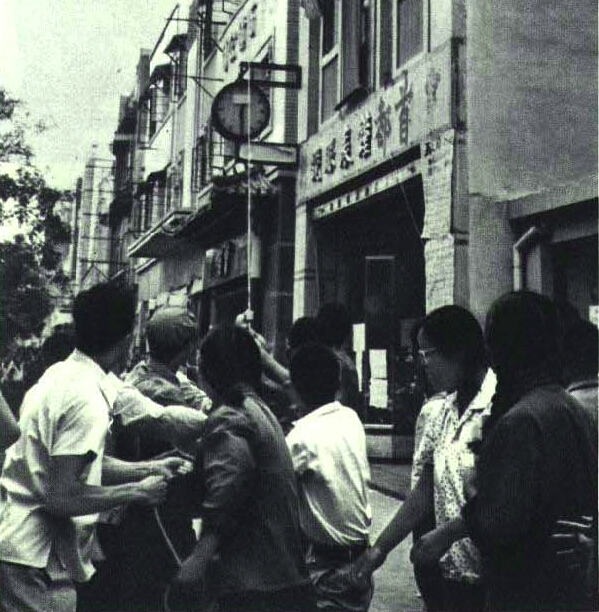
1966年，北京红卫兵砸毁手表商“亨得利”的牌子，“革命职工们”将该店改名为“首都钟表店”，受到《人民日报》的点名表扬。

红卫兵运动的宗旨包括打倒“走资本主义道路的当权派”、“资产阶级反动权威”以及“资产阶级保皇派”，“革命无罪、造反有理”等。斗争手段有大字报、大批斗、“破四旧、立四新”、“抄家”等，而“打砸抢”的行为时有发生，红卫兵的造反行动冲垮了各级党政机关现成的运行体系，公检法体系被摧毁，成为毛泽东进行文化大革命、达成其政治目标的利用工具之一。在毛泽东、林彪等人的号召下，红卫兵大肆进行破除旧思想、旧文化、旧风俗、旧习惯的运动，简称“破四旧”，毁害中国大量文物，迫害民进人士，并在「打倒一切牛鬼蛇神」的号召下破坏党政机关，造成中华人民共和国社会严重动乱。
红卫兵在领取毛泽东的旨意后，奔赴全国各地，他们忠心不二，对毛泽东的崇拜狂热到宗教信仰的境界。毛泽东以及中央文革小组对红卫兵群体进行立体全面的行销整合，从整体推广策略到各类的宣传形式，如大字报、红色宣传画、具有宗教特色的忠字舞、日常生活语言中每句必有的宣誓口号等，利用各种传媒载体通过从政治、经济、哲学、文学、教育和文艺等多方面对民众进行思想灌输教育。但各地出现大量自发的毛崇拜现象，导致中央文革小组无法全面掌控。有学者指出，地方上存在诸多“打着毛的旗号”的不同派系，各自为战，怠慢中央的指示，即“打着红旗反红旗”。

## 评价
1966年，蔣介石認為，毛澤東對中共黨政軍領導幹部及黨員團員乃至群衆都喪失信任，「所以它不得不寄望下一代無知的孩子們，組訓『紅衛兵』來保衛它個人生命，來保衛它獨夫暴政、生殺予奪的淫威特權」；將有知識、有思想、過去有功績、有貢獻的中共幹部和一般黨員團員以「毛澤東思想」為名整肅清除，以「紅衛兵」取而代之做中共的接班人。前阿尔巴尼亚领导人恩维尔·霍查也认为，“我们很难把‘红卫兵’正在进行的革命叫做无产阶级文化革命。标志可以由市级机关撤除，敌人可以而且应该依法被专政机关抓走，如果敌人进入党委，可以通过党的渠道予以清除。或者这么说，即使我们的中国同志必须武装工人，攻击各地的党委，但是这也不应该由孩子来做”。
1971年撰写的《五七一工程纪要》中称红卫兵“初期受骗被利用，已经发现充当炮灰，后期被压制变成了替罪羔羊”。

1981年7月18日，邓小平会见金庸时说道：
‘文革’使得全国人民思想混乱。十年动乱，影响了整整一代人的成长。‘文革’之前，每年有十几万青年从大学毕业，中学毕业生至少几十万，‘文革’十年，就是一批红卫兵瞎捣乱。... 粉碎‘四人帮’之后，这情形一时还扭转不过来。培养人才是长期性的事，破坏10年，恢复至少要20年。娃娃们习惯了‘文革’时瞎捣乱的习气。无政府主义猖獗，大家不守纪律，以为标新立异、我行我素就是英雄，谁也不能拿我怎么样，说这是民主、自由。其实不守纪律、没有节制的民主，正是破坏民主。